# Selenidium virgula
Selenidium virgula is een soort in de taxonomische indeling van de Myzozoa, een stam van microscopische parasitaire dieren. Het organisme komt uit het geslacht Selenidium en behoort tot de familie Selenidiidae. Selenidium virgula werd in 1919 ontdekt door Caullery & Mesnil.